# المعالجة المقطعية

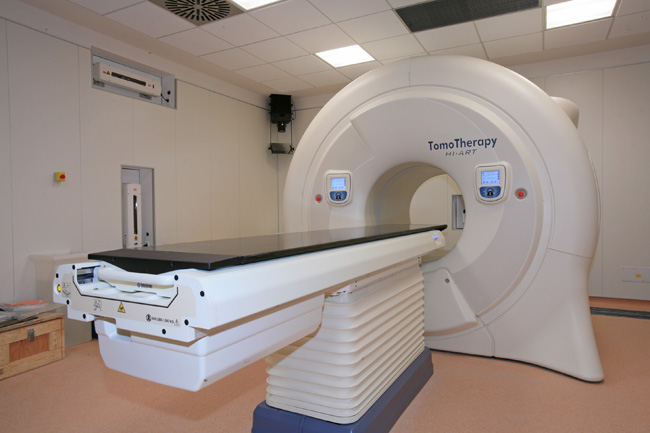
المعالجة المقطعية من النوع HI

المعالجة المقطعية (بالإنجليزية: Tomotherapy)‏، توصف المعالجة المقطعية على أنها عملية من عمليات العلاج الإشعاعي, وكما هو الحال في الماسحات المقطعية التشخيصية فإنه يمكن توجيه حزمة من الأشعة على المنطقة المراد تشعيعها عند المريض من كل الجهات. ولهذا الغرض يدور المنبع المشع في حلقة متناظرة ومنسجمة (لاحظ الشكل). وكمنبع مشع يستخدم معجل خطي صغير بطاقة مقدارها 6 MeV .

يتم تحقيق أعلى مستوى من الدقة في محاذاة الإشعاع قبل كل معالجة عن طريق إعطاء جرعة منخفضة من المعجل الخطي لإنشاء سلسلة من الصور المقطعية، والتي سوف يتم استخدامها في جهاز المعالجة المقطعية المدمج بجهاز تصوير مقطعي محوسب من أجل التحكم بالمواقع الدقيقة لتشعيع الورم. ( والذي يسمّى بالمعالجة الإشعاعية الموجهة بالصور IGRT )

وينقسم الحقل المشع المخطط للمسرّع الخطي

ينقسم الحقل الإشعاعي ذو الشكل المخطط للمسرع الخطي إلى 64 حقل مستطيل الشكل وذلك من خلال موجٍّه متعدد مكون من 64 ثقب منفصل وموجَّه.
وفي نفس الوقت تنقسم كل دورة للجهاز حسابياً إلى 51 جهة مشعِّة بحيث يكون الفرق بين كلٍّ منها7° . وهكذا تتكون كل دورة فردية للعلاج من عشرات آلاف الحقول الفردية (و تدعى بـ beamlets ) والتي يتم ضبط كلٍّ منها على حدى بسماكات مختلفة. وبالتالي فهي معقدة بشكل خاص بحيث يمكن تقديم أفضل وأنسب توزع للجرعة على الكتلة المستهدفة، بشكل مشابه للـ IMRT.

يمكن باستخدام المعالجة المقطعية حل مشاكل كثيرة منها الشكل المقعّر للكتلة المستهدفة وتشعيع العديد من الأهداف في الدورة نفسها. وبالنسبة لمرضى الأورام الذين تحصل عندهم أعراض جانبية غالباً نتيجة التعرّض للإشعاع فإن هذه الأعراض تنخفض بشكل ملحوظ باستخدام المعالجة المقطعية.